# انتخابات شورای فدرال سوئیس (۲۰۲۲)
انتخابات میان‌دوره‌ای برای شورای فدرال (سوئیس) در ۷ دسامبر ۲۰۲۲ برگزار شد، پس از آن‌که اولی ماورر ( SVP - ZH ) و سیمونتا سومماروگا ( SP - BE ) از شورای فدرال اعلام کردند که در ۳۱ دسامبر سال ۲۰۲۲ از این شورا خارج می‌شوند.در نتیجه پارلمان آلبرت روستی و الیزابت باوم اشنایدر را به ترتیب به جای آنها انتخاب کرد.
طبق یک توافق غیررسمی بین احزاب سیاسی که به فرمول جادویی معروف است، فقط نامزدهای SVP برای کرسی ماورر و فقط نامزدهای SP برای سوماروگا انتخاب می‌شوند، این فرمول تضمین می‌کند تعادل حزبی حفظ می‌شود. با این حال، این انتخابات به‌عنوان «برهم‌خوردگی» در توازن زبان توصیف شد، زیرا اعضای شورای آلمانی‌زبان برای اولین بار در نتیجه انتخاب باوم-اشنایدر در شورا اقلیت شدند. برای همین یک عدم تعادل منطقه ای بین شهرها و مناطق روستایی نیز مشاهده می‌شود، این در حالی است که تعادل جنسیتی یکسان باقی می‌ماند. در این انتخابات برای اولین بار است که کانتون ژورا در شورای فدرال نماینده می‌شود که جوان ترین کانتون در کنفدراسیون است. 
آلن برست همانطور که انتظار می رفت پس از قرارداد چرخشی غیررسمی، اما با حاشیه کمتر از حد معمول، به عنوان رئیس کنفدراسیون سوئیس برای سال ۲۰۲۳ انتخاب شد.
در این انتخابات آلبرت روستی و الیزابت باوم اشنایدر برگزیده شدند.